# HTC TyTN
De HTC TyTN, ook bekend als de HTC Hermes, HTC P4500 en T-Mobile MDA Vario II, is een smartphone die geproduceerd is door HTC uit Taiwan. De TyTN heeft een qwerty-toetsenbord, camera en wifi-functionaliteit. De voorloper is de HTC Wizard. De opvolger van de HTC TyTN is de HTC TyTN II.

## ROM-updates
De HTC TyTN werd geleverd met Windows Mobile 5. In juli 2007 bracht HTC een update uit waarmee het toestel te updaten was naar Windows Mobile 6.0.

## Specificaties
De volgende specificaties zijn afkomstig van de website van de fabrikant:
- Schermgrootte: 7,1 cm (2,8")
- Schermresolutie: 240 x 320 pixels
- Invoer: touchscreen, qwertytoetsenbord en navigatiewiel
- Batterij: 1300 of 1350 mAh
- Camera: 1,9 megapixels
- Processor: Samsung SC32442A (400 MHz)
- ROM: 128 MB
- RAM: 64 MB
- Extern geheugen: microSDHC-slot (max. 8 GB)
- Besturingssysteem: Windows Mobile 5.0 en 6.0 (na ROM-upgrade)
- Wifi (802.11b/g)
- Bluetooth 2.0
- Mini-USB
- IrDA
- Grootte: 112,5 x 58 x 21,95 mm
- Gewicht: 176 gram